# Плаза, Уиллис
Уиллис Деон Плаза (англ. Willis Deon Plaza, род. 3 августа 1987 года, Маунт-Хоп, Тринидад и Тобаго) — тринидадский футболист, нападающий. Игрок сборной Тринидада и Тобаго.

## Карьера
Начина играть в тринидадском клубе «Сан-Хуан Джаблоти». Затем, на два сезона Плаза уехал во Вьетнам. Там он выступал за «Навибанк Сайгон» и «Сонглам Нгеан». Сезон 2014/2015 нападающий провел в Европе, в клубе второго бельгийского дивизиона «Визе». В начале 2017 года футболист перешёл в индийский «Ист Бенгал».

## Сборная
За сборную Тринидада и Тобаго Плаза дебютировал в 2012 году. С тех пор он стал регулярно вызываться в её ряды. В 2015 году форвард принял участие в Золотом кубке КОНКАКАФ.

## Достижения
- Обладатель Кубка Тринидада и Тобаго: 2013/14